# Dupree Bolton
Bewis Dupree Bolton (* 3. März 1929 in Oklahoma City; † 5. Juni 1993) war ein US-amerikanischer Trompeter des Hardbop.

## Leben und Wirken
Dupree Bolton verließ mit 14 Jahren sein Zuhause und spielte 1944 bei Buddy Johnson in New York, mit dem auch erste Aufnahmen entstanden („That's the Stuff You're Gotta Watch“). 1945 wurde er Mitglied der Bigband von Benny Carter. Schon 1946 verließ er die Musikszene; seine Karriere wurde durch Drogenmissbrauch unterbrochen. Er erlangte dann einige Bekanntheit durch seine Mitwirkung bei Schallplattenaufnahmen von Harold Land, der ihn in einem Jazzclub in Southside Los Angeles entdeckte und ihn 1959 bei der Session von „The Fox“ mitwirken ließ.  Er musste schließlich einige Jahre eine Gefängnisstrafe verbüßen und spielte in San Quentin in der Gefängnisband mit dem ebenfalls dort einsitzenden Art Pepper. Im Jahr 1963 bildete er mit Curtis Amy eine Band; sie nahmen 1963 gemeinsam das Album Katanga für das Plattenlabel Pacific Jazz auf. Im selben Jahr nahm er auch mit Onzy Matthews, Earl Anderza und Lou Rawls auf.
Nach einem weiteren Gefängnisaufenthalt spielte Bolton 1967 kurz bei Bobby Hutcherson und verbrachte die 1970er Jahre in Entziehungsanstalten in Oklahoma, wo er auch in Bands spielte, wie er Oklahoma Prison Band, mit der er 1980 für Uptown Records aufnahm. Im Bereich des Jazz war er laut Tom Lord zwischen 1944 und 1980 an zwölf Aufnahmesessions beteiligt. 1982 trat er in Oklahoma City mit Dexter Gordon auf; danach kehrte er zur Westküste der USA zurück und verschwand aus der Musikszene.